# West Greenwich
West Greenwich é uma vila localizada no estado americano de Rhode Island, no condado de Kent. Foi fundada em 1639 e incorporada em 1741.

## Geografia
De acordo com o United States Census Bureau, a vila tem uma área de 132,8 km², onde 130,2 km² estão cobertos por terra e 2,6 km² por água.

## Demografia
Segundo o censo nacional de 2010, a sua população é de 6 135 habitantes e sua densidade populacional é de 47,13 hab/km². É a localidade menos populosa e também a que, em 10 anos, teve o maior crescimento populacional do condado de Kent. Possui 2 370 residências, que resulta em uma densidade de 18,21 residências/km².